# Acanthopsoides delphax
Acanthopsoides delphax es una especie de peces de la familia Cobitidae en el orden de los Cypriniformes.

## Morfología
• Los machos pueden llegar alcanzar los 6 cm de longitud total.

## Alimentación
Come invertebrados bentónicos.

## Hábitat
Vive en zonas de clima tropical.

## Distribución geográfica
Se encuentra en las  cuencas de los ríos Mekong Salween y Chao Phraya.